# Anglofriesische Sprachen
Als anglofriesische Sprachen bezeichnete man bis in die 1960er Jahre eine Untergruppe der westgermanischen Sprachen bestehend aus Altenglisch, Altfriesisch und deren Nachfolgesprachen, für die eine gemeinsame Ursprache angenommen wurde. Die mittlerweile überholte Theorie unterteilte das Westgermanische in einen anglo-friesischen und einen (ur-)deutschen Zweig.
Heute geht die Forschung von einer nordseegermanischen (ingwäonischen) Sprachgruppe aus, der mehrere Sprachen mit gemeinsamen Merkmalen angehören. Die enge Verwandtschaft des Altfriesischen mit dem Altenglischen wird jedoch nicht angezweifelt.

## Gemeinsame Merkmale
Das Englische und seine eng verwandten Varietäten teilen mit den friesischen Sprachen einige Merkmale, die sie von anderen westgermanischen Sprachen unterscheiden. Besonders auffällig ist dabei die Assibilierung des Verschlusslauts k zu einem Reibelaut (dt. Käse, ndl. kaas, nd. Kees : engl. cheese, westfries. tsiis; dt. Kirche, ndl. kerk, nd. Kark, Kerk : engl. church, nordfries. schörk, westfries. tsjerke). Auch der Wegfall von Nasalen vor Frikativen unter Ersatzdehnung ist Englisch und Friesisch gemein, kommt aber auch im Niederdeutschen, Niederländischen und sogar im Alemannischen vor (dt. fünf : engl. five, westfries. fiif, nd. vief, ndl. vijf, alem. füüf).